# Lukavice (Chrudimi járás)
Lukavice település Csehországban, a Chrudimi járásban. Lukavice Svídnice, Slatiňany, Orel, Nasavrky, Žumberk és Bítovany településekkel határos. Lakosainak száma 918 fő (2024. január 1.).

## Népesség
A település lakosságának változását az alábbi diagram mutatja:
| Lakosok száma | 1034 | 1115 | 1090 | 881  | 749  | 753  | 870  | 864  | 884  | 918  |
|               | 1869 | 1890 | 1921 | 1950 | 1980 | 2001 | 2017 | 2019 | 2022 | 2024 |